# Усіо (1931)
Усіо (Ushio, яп. 潮) — ескадрений міноносець Імперського флоту Японії, який брав участь у Другій світовій війні.
Корабель, який став двадцятим серед есмінців типу «Фубукі», спорудили у 1931 році на верфі Uraga Dock.
На момент вступу Японії до Другої світової війни «Усіо» належав до 7-ї дивізії ескадрених міноносців, яка підпорядковувалась 1-й дивізії авіаносців. Втім, супроводити ударне авіаносне з'єднання («Кідо Бутай») для удару по Перл-Гарбору довірили більш сучасним кораблям із двох ескадр ескадрених міноносців, тоді як 7-й дивізії доручили допоміжну операцію. 28 листопада «Усіо» та ще один есмінець вийшли з Токійської затоки, 7 грудня провели обстріл атола Мідвей, а 21 грудня прибули до порту Саєкі (північно-східне узбережжя Кюсю).
12—17 січня 1942-го «Усіо» та ще 4 есмінці супроводили 2 авіаносці з Куре до Палау (база на заході Каролінських островів), звідки вони мали підтримати операції на сході Нідерландської Ост-Індії. 21 січня авіаносці вийшли в море та 24 січня завдали удару по острову Амбон, 25 січня прибули до Давао (на південному узбережжі філіппінського острова Мінданао), а 28 числа повернулись на Палау, де перебували до середини лютого. Враховуючи останнє, «Усіо» та ще один есмінець 7-ї дивізії відрядили для безпосередньої участі в наступі на Нідерландську Ост-Індію (третій корабель дивізії полишив авіаносне з'єднання ще на початку рейду на Амбон, оскільки було потрібно замінити один з есмінців охорони важких крейсерів «Наті» і «Хагуро», який дістав пошкодження внаслідок навігаційної аварії та відбув на ремонт).
Невдовзі «Усіо» взяв участь в операції з оволодіння Амбоном, бої за який йшли з 31 грудня по 3 лютого. Відомо, що командир цього есмінця керував діями тральних сил, які протягом кількох діб провадили очистку гавані Амбону. Також існують дані, що «Усіо» якимось чином залучали до десантної операції у Макассарі на південно-західному півострові Целебесу, де японці висадились в ніч на 8 лютого.
У середині лютого 1942-го «Усіо» залучили до прикриття операції з оволодіння островом Тимор. У межах останньої 16—17 лютого з Амбону вийшли два транспортні загони, при цьому «Усіо» та ще п'ять есмінців супроводжували той з них, що прямував до Купангу в західній, нідерландській, частині Тимору (всього у прикритті транспортів задіяли легкий крейсер та 9 есмінців). Висадка відбулась 20 лютого.
Невдовзі есмінець взяв участь у операції з висадки на сході головного острова Нідерландської Ост-Індії Яви. 24 лютого 1942-го «Усіо» полишив Тимор та попрямував на з'єднання з іншими загонами, які в підсумку зібрались біля південно-східного узбережжя Борнео. 27—28 лютого це з'єднання виграло битву в Яванському морі, що дозволило в ніч проти 1 березня почати десантування на Яву в районі Крагану.
2 березня 1942-го «Усіо» разом з есмінцем «Садзанамі» атакували глибинними бомбами та пошкодили американський підводний човен «Перч» (за день до того цей корабель уже постраждав при атаці іншого японського есмінця — «Амацукадзе» або «Нацугумо» та «Мінегумо»). 3 березня «Усіо» та «Садзанамі» повернулись, що примусило екіпаж Perch затопити човен, після чого есмінці взяли ворожих моряків у полон. 12—25 березня 1942-го «Усіо» разом з іншими есмінцями дивізії супроводив конвой з Балі до Йокосуки, після чого став на доковий ремонт.
Невдовзі японське командування запланувало операцію, яка мала за мету взяття під контроль центральних та східних Соломонових островів, а також Порт-Морсбі на оберненому до Австралії узбережжі Нової Гвінеї. 23—27 квітня 1942-го «Усіо» та ще один есмінець 7-ї дивізії ескортували два важкі крейсери з Йокосуки на атол Трук у центральній частині Каролінських островів (тут ще до війни створили потужну базу японського ВМФ, з якої до лютого 1944-го провадились операції в цілому ряді архіпелагів). 1 травня Усіо та ще 5 есмінців вирушили звідси, забезпечуючи охорону 2 авіаносців та 2 щойно згаданих крейсерів. 8 травня відбулась битва в Кораловому морі, після якої «Усіо» разом зі ще одним есмінцем певний час супроводжував відхід пошкодженого авіаносця «Сьокаку». Втім, уже вранці 9 травня «Усіо» дістав наказ повернутись та підсилити захист авіаносця «Дзуйкаку», який перебував під охороною лише одного есмінця. Хоча операцію проти Порт-Морсбі скасували, ще кілька діб цей загін перебував у районі Соломонових островів. 15 травня «Дзуйкаку» зі своїм супроводом зайшов на Трук для дозаправки і тієї ж доби вирушив до метрополії, а 21 травня прибув до Куре.
Під час наступної мідвейсько-алеутської операції «Усіо» та ще 2 есмінці 7-ї дивізії призначили для операцій на Алеутах. Вони охороняли загін адмірала Какути, основну силу якого становили 1 авіаносець, 1 легкий авіаносець та 2 важкі крейсери. Наприкінці травня вони рушили з Омінато (важлива база ВМФ на північному завершенні Хонсю) і 3—4 червня завдали авіаудару по Датч-Гарбору (головній базі американців на Алеутах, розташованій на сході архіпелагу). З 6 червня авіаносна група приєдналась до інших сил угруповання та прикривала висадки на острови Атту й Киска (західна частина Алеутського архіпелагу). 24 червня угруповання повернулось до Японії.
З 28 червня по 13 липня 1942-го «Усіо» ескортував сили флоту, які патрулювали на південний захід від Алеутських островів. У цей період сюди вийшов новий загін із 4 авіаносців, 3 важких та 3 легких крейсерів, для охорони яких залучили 15 есмінців.
З 29 липня по 14 серпня 1942-го «Усіо» та ще один есмінець супроводжували ескортний авіаносець «Унйо», який спершу пройшов з Йокосуки до Сапану (Маріанські острови), а потім досягнув атола Уліті (західні Каролінські острови) після чого повернувся до Японії. На той час союзники вже висадились на сході Соломонових островів, що започаткувало шестимісячну битву за Гуадалканал та змусило японське командування перекидати сюди підкріплення. 17 серпня з Японії до Океанії вийшов уже третій загін, який складався з лінкора «Ямато» (з адміралом Ямомото на борту) та ескортного авіаносця «Тайо» під охороною «Усіо» та ще 2 есмінців. У цей період японське командування організувало проведення значного конвою з підкріпленнями для Гуадалканалу, тому ще до прибуття «Ямато» попередні загони полишили Трук. Ця операція призвела 24 серпня до битви авіаносних з'єднань біля східних Соломонових островів, а 25 серпня рух конвою виявився остаточно перерваним через удари базової авіації. Як наслідок, «Ямато» попрямував на Трук і прибув туди 28 числа.
9—11 вересня 1942-го «Усіо» та ще один есмінець пройшли з Труку до якірної стоянки Шортленд (прикрита групою невеликих островів Шортленд акваторія біля південного завершення острова Бугенвіль, де зазвичай відстоювались бойові кораблі та перевалювались вантажі для подальшої відправки далі на схід Соломонових островів). 12, 16 та 20 вересня «Усіо» виходив у групові транспортні рейси до Гуадалканалу, причому у кожному з цих походів щонайменше частина есмінців вела на буксирі баржі з амуніцією та продовольством. А 13 вересня 1942-го есмінець надавав вогневу підтримку наземним військам, які розпочали наступ на острові (відомий як битва за хребет Едсона). 27—29 вересня «Усіо» перейшов назад на Трук.
Після цього більш як рік «Усіо» займався супроводженням ескортних авіаносців, які здійснювали доставку літаків до віддалених баз у Океанії. З 4 по 16 жовтня та з 17 жовтня по 2 листопада 1942-го «Усіо» та інший есмінець здійснили два кругові рейси з Труку до Йокосуки та назад, охороняючи інший ескортний авіаносець «Унйо». 3—21 листопада цей же загін пройшов з Труку до Давао та назад, після чого виконав два кругові походи з Труку до Сурабаї (на сході острова Ява) — з 24 листопада по 13 грудня та з 17 грудня 1942 по 3 січня 1943 року. 5—10 січня 1943-го загін пройшов з Труку до Йокосуки, після чого «Усіо» до кінця січня проходив тут ремонт.
Після виходу з верфі «Усіо» відновив свої походи з ескортними авіаносцями, і разом зі ще 3 есмінцями здійснив два кругові рейси з Йокосуки до Труку та назад для супроводу групи із «Тайо» та «Унйо» — з 1 по 17 лютого та з 24 лютого по 12 березня 943-го. 20 березня — 10 квітня «Усіо» та ще один есмінець провели такий же рейс разом з одним лише «Унйо». 25—30 квітня «Усіо» та 3 інші есмінці ескортували «Чуйо» та «Унйо» з Йокосуки на Трук, а у зворотному переході, який відбувся 8—13 травня, «Усіо» та ще 3 есмінці (хоча й інші, аніж у рейсі з Японії) на додачу до цих авіаносців також охороняли лінкор і 2 важкі крейсери.
Походи між Йокосукою та Труком тривали майже до кінця року й «Усіо» пройшов цим маршрутом ще багато разів — з 24 травня по 9 червня та з 16 червня по 2 липня (в обох випадках для супроводу «Унйо» та «Чуйо» і в компанії зі ще одним есмінцем, хоча останні кораблі кілька разів змінювалися), з 6 по 24 липня (в цьому випадку «Усіо» та інший есмінець провели «Унйо» на Трук, а назад «Усіо» вже прямував разом з 2 есмінцями та цілою групою авіаносців — «Унйо», «Чуйо» та легким «Рюхо»), з 31 липня по 16 серпня (на Трук «Унйо» провели 3 есмінці, а у зворотному рейсі супроводжували вже 5), з 17 серпня по 2 вересня (цього разу «Усіо» конвоював «Тайо» — на Трук у складі великого угруповання, а назад разом зі ще одним есмінцем). Того ж 2 вересня «Усіо» супроводив через протоку Бунго кораблі конвою, що прямував до Куре.
По прибутті в Японію на початку вересня 1943-го «Усіо» пройшов ремонт, під час якого з нього демонтували одну установку головного калібру, зате підсилили зенітне озброєння 4 строєними установками 25-мм зенітних автоматів. По завершенні відновлення есмінець здійснив ще два кругові рейси між Йокосукую та Труком з ескортними авіаносцями. Спершу з 27 жовтня по 10 листопада «Усіо» разом зі ще одним есмінцем провели на Трук «Чуйо», а назад «Чуйо» і легкий авіаносець «Дзуйхо». Після цього 16—21 листопада «Усіо» та 2 інші есмінці ескортували з Йокосуки на Трук «Чуйо», «Унйо» та «Дзуйхо», а з 30 листопада по 5 грудня між Труком і Йокосукою під охороною «Усіо» і ще 3 есмінців прямували ті самі авіаносці та важкий крейсер, при цьому охорона не впоралась із завданням і 4 грудня на підході до Японії підводний човен потопив «Чуйо».
14—26 грудня 1943-го «Усіо» супроводжував конвой з військами, який пройшов з корейського порту Пусан через Саєкі (північно-східне узбережжя Кюсю) на Трук, після чого з 30 грудня 1943 по 18 січня 1944 есмінець ескортував транспорти, які доправили підкріплення далі на Маршаллові острови, на атоли Еніветок та Кваджелей (при цьому «Усіо» також виконав рейс з Кваджелейну до атола Малоелап) після чого повернулись назад.
20 січня 1944-го «Усіо» разом зі ще 2 есмінцями рушив з Труку для супроводу конвою до Японії. Того ж дня підводний човен торпедував флотське судно-рефрижератор «Ірако» і на допомогу ескорту з Труку додатково вийшли есмінець, а потім і важкий крейсер. Увечері 21 січня зазначений крейсер привів «Ірако» на буксирі на Трук, тоді як «Усіо» брав участь у їх охороні.
25 січня 1944-го «Усіо» вирушив з Труку до Сайпану (Маріанські острови), де вже кілька діб перебував пошкоджений підводним човном ескортний авіаносець «Унйо». Разом з іншими кораблями «Усіо» охороняв «Унйо» в його переході до Японії, при цьому загін додатково потрапив у важкий шторм. 8 лютого авіаносець все-таки дійшов до метрополії, проте «Усіо» був тут уже 5 лютого (на підході загону до Японії звідси виходили для допомоги нові кораблі, тоді як учасники первісного ескорту вирушали уперед для дозаправки).
До кінця березня 1944-го «Усіо» проходив ремонт у Йокосуці, а 6—8 квітня пройшов до Омінато, після чого майже чотири місяці ніс патрульно-ескортну службу в північній зоні. 31 липня — 2 серпня есмінець супроводив 2 важкі крейсери з Омінато до Куре.
З 12 по 16 жовтня 1944-го американське авіаносне з'єднання завдало серії ударів по острову Формоза (Тайвань). На тлі занадто оптимістичних доповідей про результати зворотних дій японське командування вислало 15 жовтня в море загін адмірала Сіми, який мав завдати удару по послабленому (як вважалось) американському флоту. До нього увійшли 2 важкі крейсери під охороною легкого крейсера та 7 есмінців, одним з яких був «Усіо». 16 жовтня вони прибули до острова Амаміосіма (центральна група архіпелагу Рюкю), а 18—20 жовтня пройшли звідси до Мако (база на Пескадорських островах у південній частині Тайванської протоки). На цьому шляху японський загін, на своє щастя, не зустрів надводних сил ворога та не постраждав від американських підводних човнів, що чотири рази виявляли його, проте так і не змогли зайняти положення для атаки.
Тим часом американці розпочали операцію на Філіппінах, і загін з Мако рушив на південь для приєднання до головних сил. Останні пройшли через Бруней, після чого розділились на два з'єднання. Кораблі з Мако вирішили спрямувати услід за диверсійним з'єднанням адмірала Нісімури, який мав рухатись до району висадки союзників у затоці Лейте південним шляхом та відвернути на себе увагу ворожих сил. У ніч проти 25 жовтня 1944-го з'єднання Нісімури повністю знищили в бою у протоці Сурігао. За кілька годин по тому сюди підійшов загін, в якому рухався «Акебоно». Зустрівши важко пошкоджений крейсер «Могамі», який відходив із протоки, кораблі Сіми повернули назад. «Усіо» ескортував важкий крейсер «Наті», який зіткнувся з «Могамі» та зазнав значних пошкоджень, і 28 жовтня прибув з ним до Маніли.
Невдовзі «Усіо» взяв участь у транспортній операції TA, метою якої була доставка підкріплень на острів Лейте (саме тут висадився перший десант союзників). 1—2 листопада 1944-го разом зі ще 5 есмінцями він становив третій ешелон конвою TA-2 та здійснив успішний рейс з Маніли до затоки Ормок та назад. А 8—9 листопада 1944-го «Усіо» та ті самі 5 есмінців прикривали конвой TA-4, проходження якого було далеко не таким вдалим, як у попереднього. У проміжку між цими походами, 5 листопада 1944-го, американська авіація завдала удару по Манілі, під час якого був уражений та втратив хід есмінець «Акебоно». «Усіо» узяв пошкоджений корабель на буксир та привів його до верфі ВМФ у Кавіте (та сама Манільська бухта).
13 листопада 1944-го під час чергового нальоту на Манілу «Усіо» дістав пошкодження від близьких вибухів бомб, максимальна швидкість впала до 23 вузлів, загинуло 2 члени екіпажу. Того ж дня есмінець полишив Манілу та до 22 листопада зміг дійти до Сінгапуру, де став на ремонт. 12 грудня «Усіо» вирушив до Японії, ескортуючи при цьому так само пошкоджений важкий крейсер «Мьоко». 13 грудня в районі мису Камау (південне завершення В'єтнаму) крейсер був торпедований з підводного човна і втратив хід, після чого «Усіо» повів його буксирі до Сінгапура зі швидкістю 6 вузлів. 15 грудня на допомогу прибули кілька інших кораблів, при цьому буксирування перебрало на себе судно «Татебе-Мару», а «Усіо» відділився та рушив до Кап-Сен-Жак (наразі Вунгтау на узбережжі Південного В'єтнаму).
З 17 грудня 1944 по 9 січня 1945 «Усіо» ескортував конвої за маршрутом від Кап-Сен-Жак до Куре, після чого став на ремонт. В умовах критичної нестачі всіх ресурсів відновити корабель не вдалось і на момент капітуляції «Усіо» все ще перебував на верфі в Йокосуці. Згодом корабель пустили на злам.